# International Champions Cup de 2017
A International Champions Cup de 2017 foi um torneio amistoso de futebol atualmente disputado por 15 equipes, sendo cinco da Premier League: Arsenal, Chelsea, Manchester City, Manchester United e Tottenham, quatro da Serie A: Internazionale, Juventus, Milan, Roma, dois da Bundesliga: Bayern de Munique e Borussia Dortmund, dois da Ligue 1: Lyon e Paris Saint-Germain e dois da La Liga: Barcelona e Real Madrid.

## Participantes

### China
| País       | Clube             | Cidade   | Liga           |
| ---------- | ----------------- | -------- | -------------- |
| Alemanha   | Borussia Dortmund | Dortmund | Bundesliga     |
| Alemanha   | Bayern de Munique | Munique  | Bundesliga     |
| Inglaterra | Arsenal           | Londres  | Premier League |
| Itália     | Milan             | Milan    | Serie A        |
| Itália     | Internazionale    | Milan    | Serie A        |
| França     | Lyon              | Lyon     | Ligue 1        |

### Estados Unidos
| País       | Clube               | Cidade     | Liga           |
| ---------- | ------------------- | ---------- | -------------- |
| Espanha    | Barcelona           | Barcelona  | La Liga        |
| Espanha    | Real Madrid         | Madrid     | La Liga        |
| França     | Paris Saint-Germain | Paris      | Ligue 1        |
| Inglaterra | Manchester City     | Manchester | Premier League |
| Inglaterra | Manchester United   | Manchester | Premier League |
| Inglaterra | Tottenham           | Londres    | Premier League |
| Itália     | Juventus            | Turim      | Serie A        |
| Itália     | Roma                | Roma       | Serie A        |

### Singapura
| País       | Clube             | Cidade  | Liga           |
| ---------- | ----------------- | ------- | -------------- |
| Alemanha   | Bayern de Munique | Munique | Bundesliga     |
| Inglaterra | Chelsea           | Londres | Premier League |
| Itália     | Internazionale    | Milan   | Serie A        |

## Sedes
O Torneio amistoso terá um total de 16 sedes diferentes.
China
| Guangzhou                           | Nanjing                       | Guangzhou Nanjing Shanghai Shenzhen | Shangai                             | Shenzhen                          |
| Tianhe Stadium                      | Nanjing Olympic               | Guangzhou Nanjing Shanghai Shenzhen | Shanghai Stadium                    | Longgang Stadium                  |
| 23° 08′ 26,33″ N, 113° 19′ 09,58″ L | 32° 00′ 38″ N, 118° 43′ 11″ L | Guangzhou Nanjing Shanghai Shenzhen | 31° 11′ 00,61″ N, 121° 26′ 14,28″ L | 22° 41′ 49,7″ N, 114° 12′ 43,9″ L |
| Capacidade: 58.500                  | Capacidade: 62.000            | Guangzhou Nanjing Shanghai Shenzhen | Capacidade: 56.842                  | Capacidade: 60.334                |
|                                     |                               | Guangzhou Nanjing Shanghai Shenzhen |                                     |                                   |

Estados Unidos
| Orlando                             | Detroit | Landover | Foxborough                   | Miami                        |
| ----------------------------------- | --- | --- | ---------------------------- | ---------------------------- |
| Camping World Stadium               | Comerica Park                                                                                                | FedEx Field                                                                                                  | Gillette Stadium             | Hard Rock Stadium            |
| 28° 32′ 20,49″ N, 81° 24′ 09,91″ O  | 42° 20′ 21″ N, 83° 02′ 55″ O                                                                                 | 38° 54′ 28″ N, 76° 51′ 52″ O                                                                                 | 42° 05′ 27″ N, 71° 15′ 52″ O | 25° 57′ 29″ N, 80° 14′ 20″ O |
| Capacidade: 65.000                  | Capacidade: 41.782                                                                                           | Capacidade: 91.704                                                                                           | Capacidade: 68.756           | Capacidade: 76.500           |
|                                     | | |                              |                              |
| Santa Clara                         | Orlando Detroit Landover Foxborough Miami Santa Clara Los Angeles East Rutherford Nashville Houston Harrison | Orlando Detroit Landover Foxborough Miami Santa Clara Los Angeles East Rutherford Nashville Houston Harrison |                              |                              |
| Levi's Stadium                      | Orlando Detroit Landover Foxborough Miami Santa Clara Los Angeles East Rutherford Nashville Houston Harrison | Orlando Detroit Landover Foxborough Miami Santa Clara Los Angeles East Rutherford Nashville Houston Harrison |                              |                              |
| 37° 24′ 10,8″ N, 121° 58′ 12″ O     | Orlando Detroit Landover Foxborough Miami Santa Clara Los Angeles East Rutherford Nashville Houston Harrison | Orlando Detroit Landover Foxborough Miami Santa Clara Los Angeles East Rutherford Nashville Houston Harrison |                              |                              |
| Capacidade: 68.500                  | Orlando Detroit Landover Foxborough Miami Santa Clara Los Angeles East Rutherford Nashville Houston Harrison | Orlando Detroit Landover Foxborough Miami Santa Clara Los Angeles East Rutherford Nashville Houston Harrison |                              |                              |
|                                     | Orlando Detroit Landover Foxborough Miami Santa Clara Los Angeles East Rutherford Nashville Houston Harrison | Orlando Detroit Landover Foxborough Miami Santa Clara Los Angeles East Rutherford Nashville Houston Harrison |                              |                              |
| Los Angeles                         | East Rutherford                                                                                              | Nashville | Houston                      | Harrison                     |
| Los Angeles Memorial Coliseum       | MetLife Stadium                                                                                              | Nissan Stadium                                                                                               | NRG Stadium                  | Red Bull Arena               |
| 34° 00′ 51,01″ N, 118° 17′ 16,01″ O | 40° 44′ 12″ N, 74° 09′ 01″ O                                                                                 | 36° 09′ 59″ N, 86° 46′ 17″ O                                                                                 | 29° 41′ 05″ N, 95° 24′ 39″ O | 40° 44′ 12″ N, 74° 09′ 01″ O |
| Capacidade: 92.516                  | Capacidade: 82.566                                                                                           | Capacidade: 68.798                                                                                           | Capacidade: 71.500           | Capacidade: 25.189           |
|                                     | | |                              |                              |

Singapura
| Singapura                        | Singapura |
| Singapore National Stadium       | Singapura |
| 1° 18′ 02,5″ N, 103° 52′ 27,2″ L | Singapura |
| Capacidade: 55.000               | Singapura |
|                                  | Singapura |

## Formato de disputa
Em cada jogo são concedidos 3 pontos para vitória no tempo regulamentar e 0 ponto por derrota no tempo regulamentar. Em caso de empate, será feita uma disputa de pênaltis. O vencedor da disputa ganha 2 pontos e o perdedor da disputa 1 ponto. A classificação será feita por (a) pontos ganhos, (b) saldo de gols, (c) gols marcados e (d) confronto direto.

## Partidas
China
| 18 de julho   | Milan     | 1 – 3     | Borussia Dortmund                     | Tianhe Stadium, Guangzhou              |
| 11:20 (UTC+8) | Bacca 24' | Relatório | Sahin 16' · Aubameyang 20' (pen), 60' | Público: 19 000 Árbitro: CHN Lei Zhang |

| Milan | Borussia |

| 19 de julho   | Bayern de Munique    | 1 – 1     | Arsenal     | Shanghai Stadium, Shanghai             |
| 07:20 (UTC+8) | Lewandowski 9' (pen) | Relatório | Iwobi 90+4' | Público: 55 891 Árbitro: CHN Guan Xing |

|                                    |       | Penalidades                 |  |
| Alaba Hummels Coman Sanches Bernat | 2 – 4 | Ramsey Elneny Monreal Iwobi |  |

| Bayern | Arsenal |

Audi Football Summit
| 22 de julho   | Bayern de Munique | 0 – 4     | Milan                                          | Longgang Stadium, Shenzhen          |
| 05:35 (UTC+8) |                   | Relatório | Kessié 14' · Cutrone 25', 43' · Calhanoglu 85' | Público: 39 998 Árbitro: CHN Ai Kun |

| Bayern | Milan |

Audi Football Summit
| 24 de julho   | Internazionale | 1 – 0     | Lyon | Nanjing Olympic, Nanjing |
| 08:05 (UTC+8) | Jovetić 74'    | Relatório |      | Árbitro: CHN Ma Ning     |

| Inter | Lyon |

Estados Unidos
| 19 de julho   | Roma      | 1 – 1     | Paris Saint-Germain | Comerica Park, Detroit                   |
| 20:05 (UTC-5) | Sadiq 60' | Relatório | Marquinhos 36'      | Público: 36 289 Árbitro: USA Chris Penso |

|                               |       | Penalidades                                     |  |
| Peres Nainggolan Gerson Rossi | 3 – 5 | Lucas Moura Nkunku Callegari Édouard Marquinhos |  |

| Roma | PSG |

| 20 de julho   | Manchester United         | 2 – 0     | Manchester City | NRG Stadium, Houston                       |
| 22:00 (UTC-6) | Lukaku 37' · Rashford 39' | Relatório |                 | Público: 67 401 Árbitro: USA Ismail Elfath |

| Manch. United | Manch. City |

Derby de Manchester
| 22 de julho   | Juventus      | 1 – 2     | Barcelona       | MetLife Stadium, East Rutherford             |
| 18:05 (UTC-5) | Chiellini 63' | Relatório | Neymar 15', 26' | Público: 82 104 Árbitro: USA Edvin Jurisevic |

| Juventus | Barcelona |

| 22 de julho   | Paris Saint-Germain     | 2 – 4     | Tottenham                                                  | Camping World Stadium, Orlando         |
| 20:05 (UTC-5) | Cavani 6' · Pastore 36' | Relatório | Eriksen 11' · Dier 18' · Alderweireld 82' · Kane 88' (pen) | Público: 33 322 Árbitro: USA Ted Unkel |

| PSG | Tottenham |

| 23 de julho   | Real Madrid        | 1 – 1     | Manchester United | Levi's Stadium, Santa Clara              |
| 17:05 (UTC-8) | Casemiro 69' (pen) | Relatório | Lingard 45+1'     | Público: 65 109 Árbitro: USA Kevin Stott |

|                                          |       | Penalidades                                 |  |
| Kovačić Óscar Quezada Hernández Casemiro | 1 – 2 | Martial McTominay Mkhitaryan Lindelöf Blind |  |

| Real Madrid | Manch. United |

| 25 de julho   | Tottenham                 | 2 – 3     | Roma                                             | Red Bull Arena, Harrison                     |
| 20:05 (UTC-5) | Winks 87' · Janssen 90+1' | Relatório | Perotti 13' (pen) · Ünder 70' · Tumminello 90+2' | Público: 26 192 Árbitro: USA Hilario Grajeda |

| Tottenham | Roma |

| 26 de julho   | Barcelona  | 1 – 0     | Manchester United | FedEx Field, Landover                           |
| 19:30 (UTC-5) | Neymar 31' | Relatório |                   | Público: 80 162 Árbitro: USA Armando Villarreal |

| Barcelona | Manch. United |

| 26 de julho   | Paris Saint-Germain      | 2 – 3     | Juventus                               | Hard Rock Stadium, Miami               |
| 21:05 (UTC-5) | Guedes 53' · Pastore 80' | Relatório | Higuaín 45' · Marchisio 69', 89' (pen) | Público: 44 444 Árbitro: USA Ted Unkel |

| PSG | Juventus |

| 26 de julho   | Manchester City                                     | 4 – 1     | Real Madrid | Los Angeles Memorial Coliseum, Los Angeles    |
| 23:35 (UTC-8) | Otamendi 52' · Sterling 59' · Stones 67' · Diaz 82' | Relatório | Óscar 90'   | Público: 93 098 Árbitro: USA Bardomero Toledo |

| Manch. City | Real Madrid |

| 29 de julho   | Manchester City                        | 3 – 0     | Tottenham | Nissan Stadium, Nashville                  |
| 18:05 (UTC-5) | Stones 10' · Sterling 72' · Díaz 90+1' | Relatório |           | Público: 56 232 Árbitro: USA Fotis Bazakos |

| Manch. City | Tottenham |

| 29 de julho   | Real Madrid               | 2 – 3     | Barcelona                         | Hard Rock Stadium, Miami                  |
| 20:05 (UTC-5) | Kovačić 14' · Asensio 36' | Relatório | Messi 3' · Rakitić 7' · Piqué 50' | Público: 66 014 Árbitro: USA Jair Marrufo |

| Real Madrid | Barcelona |

El Clásico Miami
| 30 de julho   | Roma      | 1 – 1     | Juventus      | Gillette Stadium, Foxborough                |
| 16:05 (UTC-5) | Džeko 74' | Relatório | Mandžukić 29' | Público: 33 029 Árbitro: USA Jorge Gonzalez |

|                                                |       | Penalidades                                              |  |
| Tumminello Pellegrini Iturbe Bruno Peres Ünder | 4 – 5 | Lichtsteiner Barzagli Bernardeschi Khedira Douglas Costa |  |

| Roma | Juventus |

Singapura
| 25 de julho   | Chelsea                         | 2 – 3     | Bayern de Munique            | National Stadium, Singapura              |
| 07:35 (UTC+8) | M. Alonso 45+3' · Batshuayi 85' | Relatório | Rafinha 6' · Müller 12', 27' | Público: 48 522 Árbitro: SIN Muhd Jahari |

| Chelsea | Bayern |

| 27 de julho   | Bayern de Munique | 0 – 2     | Internazionale | National Stadium, Singapura             |
| 07:35 (UTC+8) |                   | Relatório | Éder 8', 30'   | Público: 23 388 Árbitro: SIN Jansen Foo |

| Bayern | Inter |

| 29 de julho   | Chelsea       | 1 – 2     | Internazionale              | National Stadium, Singapura                |
| 07:35 (UTC+8) | Kondogbia 74' | Relatório | Jovetić 45+3' · Perišić 53' | Público: 32 547 Árbitro: SIN Sukhbir Singh |

| Chelsea | Inter |

## Classificação
China
| Pos. | Equipe            | Pts | J | V | VP | DP | D | GP | GC | SG | Situação |
| ---- | ----------------- | --- | - | - | -- | -- | - | -- | -- | -- | -------- |
| 1    | Borussia Dortmund | 3   | 1 | 1 | 0  | 0  | 0 | 3  | 1  | +2 | Campeão  |
| 2    | Internazionale    | 3   | 1 | 1 | 0  | 0  | 0 | 1  | 0  | +1 |          |
| 3    | Milan             | 3   | 2 | 1 | 0  | 0  | 1 | 5  | 3  | +2 |          |
| 4    | Arsenal           | 2   | 1 | 0 | 1  | 0  | 0 | 1  | 1  | 0  |          |
| 5    | Bayern de Munique | 1   | 2 | 0 | 0  | 1  | 1 | 1  | 5  | –4 |          |
| 6    | Lyon              | 0   | 1 | 0 | 0  | 0  | 1 | 0  | 1  | –1 |          |

Estados Unidos
| Pos. | Equipe              | Pts | J | V | VP | DP | D | GP | GC | SG | Situação |
| ---- | ------------------- | --- | - | - | -- | -- | - | -- | -- | -- | -------- |
| 1    | Barcelona           | 9   | 3 | 3 | 0  | 0  | 0 | 6  | 3  | +3 | Campeão  |
| 2    | Manchester City     | 6   | 3 | 2 | 0  | 0  | 1 | 7  | 3  | +4 |          |
| 3    | Roma                | 5   | 3 | 1 | 0  | 2  | 0 | 5  | 4  | +1 |          |
| 4    | Manchester United   | 5   | 3 | 1 | 1  | 0  | 1 | 3  | 2  | +1 |          |
| 5    | Juventus            | 5   | 3 | 1 | 1  | 0  | 1 | 5  | 5  | 0  |          |
| 6    | Tottenham           | 3   | 3 | 1 | 0  | 0  | 2 | 6  | 8  | –2 |          |
| 7    | Paris Saint-Germain | 2   | 3 | 0 | 1  | 0  | 2 | 5  | 8  | –3 |          |
| 8    | Real Madrid         | 1   | 3 | 0 | 0  | 1  | 2 | 4  | 8  | –4 |          |

Singapura
| Pos. | Equipe            | Pts | J | V | VP | DP | D | GP | GC | SG | Situação |
| ---- | ----------------- | --- | - | - | -- | -- | - | -- | -- | -- | -------- |
| 1    | Internazionale    | 6   | 2 | 2 | 0  | 0  | 0 | 4  | 1  | +3 | Campeão  |
| 2    | Bayern de Munique | 3   | 2 | 1 | 0  | 0  | 1 | 3  | 4  | –1 |          |
| 3    | Chelsea           | 0   | 2 | 0 | 0  | 0  | 2 | 3  | 5  | –2 |          |

## Estatísticas
- Atualizado em 30 de julho de 2017

| Pos. | Jogador            | Equipe(s)           | Gols |
| ---- | ------------------ | ------------------- | ---- |
| 1º   | Neymar             | Barcelona           | 3    |
| 2º   | Brahim Diaz        | Manchester City     | 2    |
| 2º   | Claudio Marchisio  | Juventus            | 2    |
| 2º   | Javier Pastore     | Paris Saint-Germain | 2    |
| 2º   | John Stones        | Manchester City     | 2    |
| 2º   | Aubameyang         | Borussia Dortmund   | 2    |
| 2º   | Patrick Cutrone    | Milan               | 2    |
| 2º   | Raheem Sterling    | Manchester City     | 2    |
| 2º   | Stevan Jovetić     | Internazionale      | 2    |
| 2º   | Thomas Müller      | Bayern de Munique   | 2    |
| 11º  | Alex Iwobi         | Arsenal             | 1    |
| 11º  | Carlos Bacca       | Milan               | 1    |
| 11º  | Casemiro           | Real Madrid         | 1    |
| 11º  | Cengiz Ünder       | Roma                | 1    |
| 11º  | Christian Eriksen  | Tottenham           | 1    |
| 11º  | Diego Perotti      | Roma                | 1    |
| 11º  | Éder               | Internazionale      | 1    |
| 11º  | Edin Džeko         | Roma                | 1    |
| 11º  | Edinson Cavani     | Paris Saint-Germain | 1    |
| 11º  | Eric Dier          | Tottenham           | 1    |
| 11º  | Franck Kessié      | Milan               | 1    |
| 11º  | Gerard Piqué       | Barcelona           | 1    |
| 11º  | Giorgio Chiellini  | Juventus            | 1    |
| 11º  | Gonçalo Guedes     | Paris Saint-Germain | 1    |
| 11º  | Gonzalo Higuaín    | Juventus            | 1    |
| 11º  | Ivan Perišić       | Internazionale      | 1    |
| 11º  | Ivan Rakitić       | Barcelona           | 1    |
| 11º  | Hakan Calhanoglu   | Milan               | 1    |
| 11º  | Harry Kane         | Tottenham           | 1    |
| 11º  | Harry Winks        | Tottenham           | 1    |
| 11º  | Jesse Lingard      | Manchester United   | 1    |
| 11º  | Lionel Messi       | Barcelona           | 1    |
| 11º  | Marco Asensio      | Real Madrid         | 1    |
| 11º  | Marco Tumminello   | Roma                | 1    |
| 11º  | Marquinhos         | Paris Saint-Germain | 1    |
| 11º  | Marcos Alonso      | Chelsea             | 1    |
| 11º  | Marcus Rashford    | Manchester United   | 1    |
| 11º  | Mario Mandžukić    | Juventus            | 1    |
| 11º  | Mateo Kovačić      | Real Madrid         | 1    |
| 11º  | Michy Batshuayi    | Chelsea             | 1    |
| 11º  | Nicolás Otamendi   | Manchester City     | 1    |
| 11º  | Nuri Şahin         | Borussia Dortmund   | 1    |
| 11º  | Óscar              | Real Madrid         | 1    |
| 11º  | Rafinha            | Bayern de Munique   | 1    |
| 11º  | Robert Lewandowski | Bayern de Munique   | 1    |
| 11º  | Romelu Lukaku      | Manchester United   | 1    |
| 11º  | Toby Alderweireld  | Tottenham           | 1    |
| 11º  | Umar Sadiq         | Roma                | 1    |
| 11º  | Vincent Janssen    | Tottenham           | 1    |

| Pos. | Jogador                | Equipe(s)           | Assist. |
| ---- | ---------------------- | ------------------- | ------- |
| 1º   | Kevin De Bruyne        | Manchester City     | 3       |
| 2º   | Adrien Rabiot          | Paris Saint-Germain | 2       |
| 2º   | Christian Pulisic      | Borussia Dortmund   | 2       |
| 2º   | Franck Ribéry          | Bayern de Munique   | 2       |
| 2º   | Georges-Kévin N'Koudou | Tottenham           | 2       |
| 2º   | Paulo Dybala           | Juventus            | 2       |
| 2º   | Neymar                 | Barcelona           | 2       |
| 8º   | Aaron Ramsey           | Arsenal             | 1       |
| 8º   | Alex Sandro            | Juventus            | 1       |
| 8º   | Aleksandar Kolarov     | Roma                | 1       |
| 8º   | Ángel Di María         | Paris Saint-Germain | 1       |
| 8º   | Anthony Martial        | Manchester United   | 1       |
| 8º   | Antonio Candreva       | Internazionale      | 1       |
| 8º   | Casemiro               | Real Madrid         | 1       |
| 8º   | Corentin Tolisso       | Bayern de Munique   | 1       |
| 8º   | Gerson                 | Roma                | 1       |
| 8º   | Giacomo Bonaventura    | Milan               | 1       |
| 8º   | Gustavo Gómez          | Milan               | 1       |
| 8º   | Henrikh Mkhitaryan     | Manchester United   | 1       |
| 8º   | Ivan Perišić           | Internazionale      | 1       |
| 8º   | João Mário             | Internazionale      | 1       |
| 8º   | Jesé Rodríguez         | Paris Saint-Germain | 1       |
| 8º   | Kevin Strootman        | Roma                | 1       |
| 8º   | Layvin Kurzawa         | Paris Saint-Germain | 1       |
| 8º   | Lionel Messi           | Barcelona           | 1       |
| 8º   | Marcos Llorente        | Real Madrid         | 1       |
| 8º   | Mateo Kovačić          | Real Madrid         | 1       |
| 8º   | Moise Kean             | Juventus            | 1       |
| 8º   | Paco Alcácer           | Barcelona           | 1       |
| 8º   | Paul Pogba             | Manchester United   | 1       |
| 8º   | Patrick Roberts        | Manchester City     | 1       |
| 8º   | Ricardo Rodríguez      | Milan               | 1       |
| 8º   | Samir Nasri            | Manchester City     | 1       |
| 8º   | Sergio Busquets        | Barcelona           | 1       |
| 8º   | Stevan Jovetić         | Internazionale      | 1       |
| 8º   | Victor Wanyama         | Tottenham           | 1       |
| 8º   | Victor Moses           | Chelsea             | 1       |

## Transmissão no Brasil
A International Champions Cup será transmitida no Brasil pelo canal Esporte Interativo.